# Regne de Leinster
El Regne de Leinster, Laighin en gaèlic irlandès (ca. 176 - 1171)) va ser un Estat medieval irlandès, feudal i oposat als invasors vikings, que va existir fins a la conquesta per part dels normands de l'any 1171.

## Història
Al voltant de l'any 1 de la nostre era, s'ha suposat que ja existien a Irlanda els regnes de Leinster del Nord i de Leinster del Sud, dos dels cinc suposats regnes que en aquesta època es repartien l'illa. El de Leinster del Nord va ser absorbit pel Regne de Connacht. L'any 473 n'hi havia a Irlanda set regnes, un d'ells el de Leinster, vassall del de Mide, encara que a la seva decadència intentava cada cert temps oposar-se tant a Connacht com a Mide. Mai més va tornar a ser un estat independent, i va desaparèixer definitivament amb les invasions normandes.